# الصفية (خميس مشيط)
الصفية : إحدى مراكز محافظة خميس مشيط. تقع في شرق المحافظة على مسافة 45 كيلاً، ويقطنها 4784 نسمة.